# Arthur Maimane
John Arthur Mogale Maimane, né à Polokwane le 5 octobre 1932 et mort le  28 juin 2005 à Londres, plus connu sous le nom d’Arthur Maimane, est un journaliste et romancier sud-africain.

## Biographie
Maimane naît à Pretoria, dans le quartier noir de Lady Selborne. Il étudies au St Peter’s College de Johannesburg, également connu sous le nom de « Black Eton » d’Afrique du Sud (Oliver Tambo est son professeur de mathématiques avant de devenir avocat et président du Congrès national africain). 
À l’origine, Maimane avait l’intention d’étudier la médecine lorsqu’un jeune prêtre, Trevor Huddleston (qui était impliqué dans les expulsions de force de Sophiatown), l’a persuadé de prendre un emploi étudiant au magazine Drum. Par la suite Maimane choisit de devenir journaliste. Il fut d'abord journaliste polyvalent pour Drum, couvrant un large éventail de sujets, y compris la rédaction de reportages sportifs et des entrevues avec des célébrités. Au début des années 1950, il est encadré par Henry Nxumalo. La photographie de Maimane dans le livre d’Anthony Sampson, Drum : A Venture into the New Africa, trahit son sérieux inné de journaliste et d’analyste du monde qui l’entoure. 
Sous le pseudonyme d’Arthur Mogale, il écrit une série régulière pour Drum, intitulée The Chief, dans laquelle il décrit la vie de certains gangsters dont il a entendu parler dans les shebeens. Don Mattera, un des principaux gangsters de Sophiatown, s’en est alors indigné : "Les gangsters étaient furieux contre lui et il y avait un leitmotiv disant que nous devrions "effacer" ce type.".
Maimane a ensuite été employé comme rédacteur en chef des news par le Golden City Post, journal quotidien issu du magazine Drum, mais n’y est pas resté très longtemps. En 1958, l’année après que son ami Nxumalo a été assassiné par des assaillants inconnus, Maimane s'installe au Ghana pour travailler sur l’édition ouest-africaine de Drum. En 1961, il déménage à Londres. Le jeune journaliste prend un poste chez Reuters et est ensuite affecté à Dar es Salaam en Tanzanie en tant que correspondant de cette agence pour l'Afrique de l’Est. Il y rencontre sa seconde épouse, Jenny, et quand il est expulsé de Tanzanie après avoir refusé la rédaction du nouveau quotidien de la TANU et pour avoir rapporté des événements politiques critiques, ils retournent tous les deux à Londres.
Il a également travaillé pour la BBC African Service pendant un certain temps, puis pour ITN. En 1976, son roman Victims est publié à Londres par Allison et Busby, mais fut interdit en Afrique du Sud, bien que l’Académie anglaise d’Afrique du Sud lui décernât son prix Pringle pour l’écriture créative en 1978. 
Après les élections libres de 1994 en Afrique du Sud, il revient au pays et est nommé rédacteur en chef de l’hebdomadaire libéral Weekly Mail. Après un bref retour en Angleterre, il est nommé rédacteur en chef du Star, le plus grand quotidien d’Afrique du Sud (1994-1997).
En 2001, Maimane et sa femme repartent à Londres.
Son roman Victims a été réédité en 2000 sous le titre Hate No More. Sa pièce de théâtre post-apartheid, Hang On In There, Nelson, a été jouée au Windybrow Theatre de Johannesburg et au State Theatre de Pretoria en 1996.
Maimane meurt en 2005 à Londres à l’âge de 72 ans.

## Œuvres
- Hate No More, Kwela Books, 2000,  (ISBN 0-7957-0102-0). (Original : Allison & Busby, 1976, sous le titre Victims)
- Victims, London: Allison & Busby, 1976.  (ISBN 0-85031-162-4) (Lauréat du prix Pringle de la English Academy of South Africa en 1978).
- Hang On In There, Nelson, pièce de théâtre, 1996.